# Harry Leonard (cầu thủ bóng đá)
Henry Droxford Leonard (tháng 7 năm 1886 - 3 tháng 11 năm 1951) là một cầu thủ bóng đá người Anh. Ông thường thi đấu ở vị trí tiền đạo. Ông sinh ra ở Sunderland, thi đấu cho Sunderland West End, Grimsby Town, Middlesbrough, Derby County, Leicester Fosse, Manchester United và Heanor Town.

## Cuộc sống cá nhân
Leonard phục vụ ở Royal Engineers trong Thế chiến thứ I.